# Německo-sovětská smlouva o přátelství, spolupráci a vymezení demarkační linie

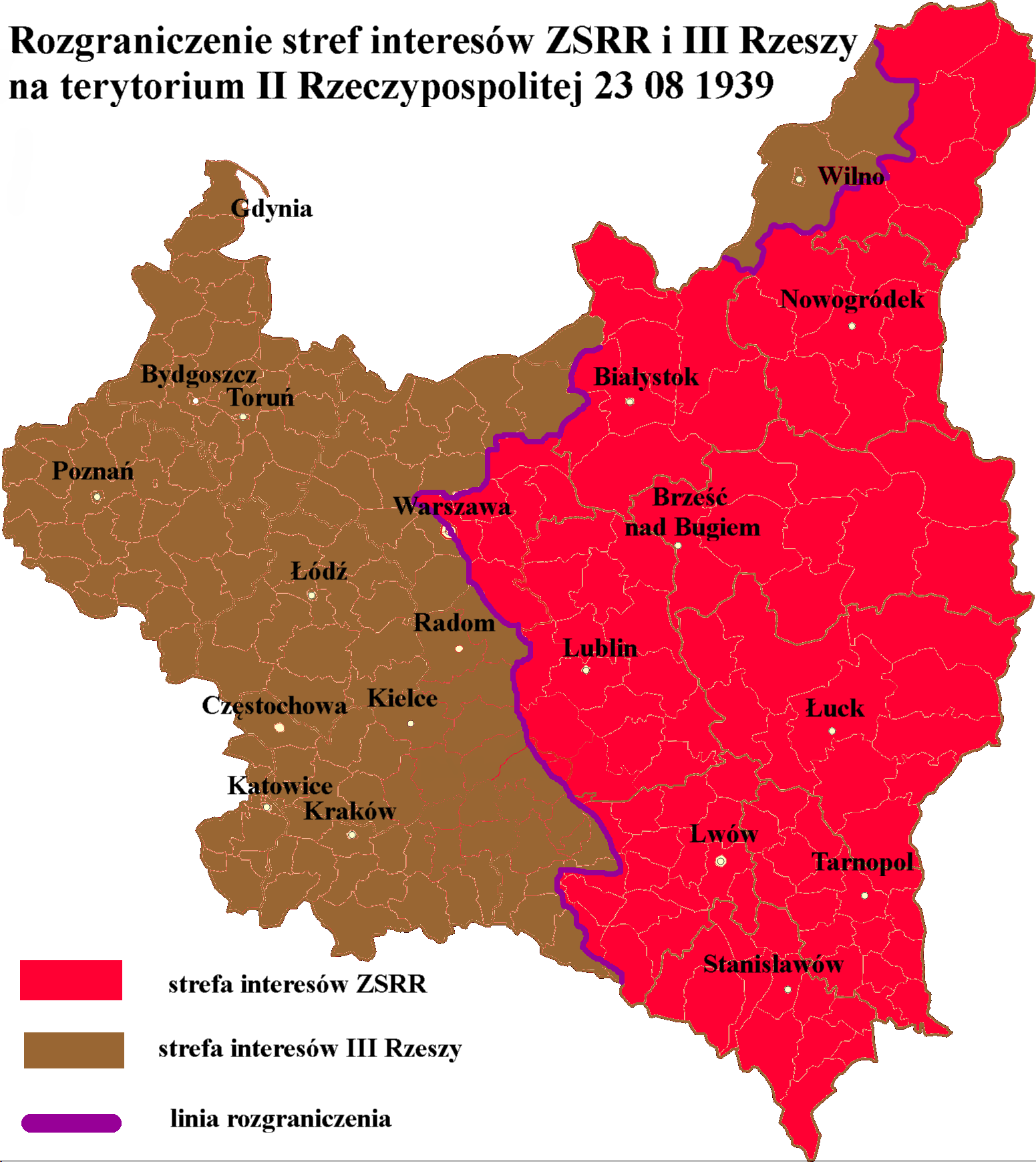
Zóny zájmů Sovětského svazu a Třetí říše na území druhé polské republiky v souladu s ustanoveními tajného dodatkového protokolu k paktu Molotov–Ribbentrop ze dne 23. srpna 1939: Hnědá barva – zájmové území III. Říše, červená – zájmové území SSSR

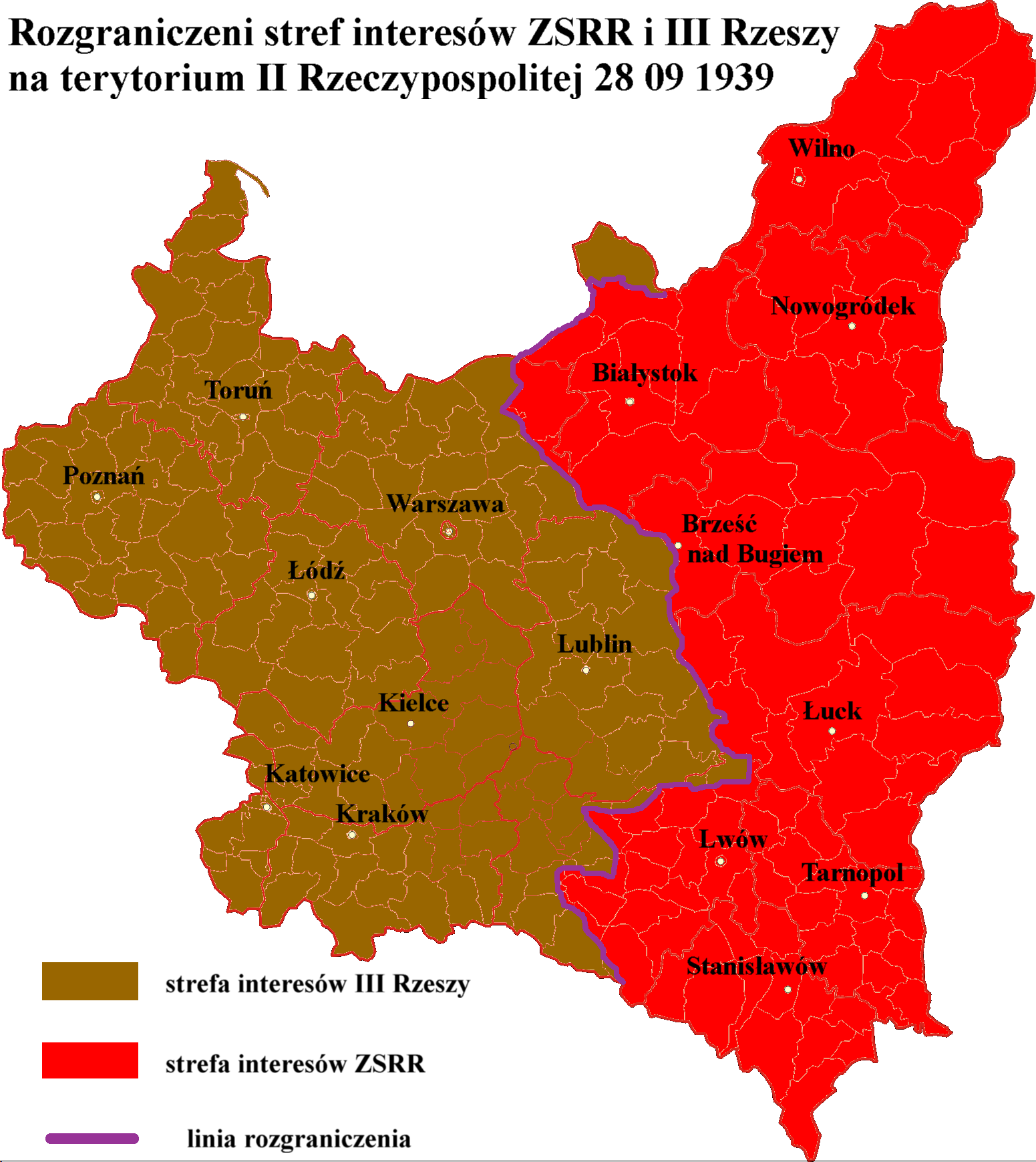
Zóny zájmů Sovětského svazu a Třetí říše na území druhé polské republiky v souladu s Německo–sovětskou smlouvou o přátelství, spolupráci a vymezení demarkační linie ze dne 28. září 1939: Hnědá barva – zájmové území III. Říše, červená – zájmové území SSSR

Německo-sovětská smlouva o přátelství, spolupráci a vymezení demarkační linie je mezinárodní dohoda uzavřená v Moskvě mezi Třetí říší a Svazem sovětských socialistických republik 28. září 1939 po kapitulaci Polska, po skončení invaze Třetí říše a Sovětského svazu do Polska (jenž byla zahájena 1. září 1939). Smlouva je také známa jako druhý pakt Ribbentrop–Molotov, protože byla podepsána stejnými lidmi jako první pakt (Joachim von Ribbentrop a Vjačeslav Molotov), měla stejný charakter, a je přímým pokračováním paktu Ribbentrop–Molotov. Byla zveřejněna jen malá část obsahu této smlouvy, většina textu (tři tajné protokoly) zůstala utajena.

## Obsah
Smlouva uspořádávala rozdělení Polska mezi Německo a SSSR a vymezovala prostor pro další spolupráci. Prohlašovala zároveň, že závěry vyplývající ze smlouvy nemohou být v žádném případě napadeny jinými státy.

## Tajné doplňky
Územní záležitosti byly vyjednány takto: Lublinské vojvodství a východní části Varšavského vojvodství – území, která se podle paktu Molotov–Ribbentrop nacházela v sovětské sféře vlivu – byla převedena do německé zóny a jako kompenzace těchto ztrát byla Sovětskému svazu (tajným protokolem) připojena do sféry vlivu Litva. Po sovětském ultimátu v červnu 1940 došlo k okupaci Litvy Rudou armádou, a byla připojena k SSSR jako Litevská SSR, spolu s Lotyšskem a Estonskem. Na žádost Stalina Hitler musel opustit myšlenku vzniku zbytkového polského státu na okupovaných územích.
Strany těmito dohodami porušily mezinárodní práva dle Haagské úmluvy IV z roku 1907.
Dalším tajným ustanovením bylo prohlášení, že obě strany nebudou tolerovat na svém území jakoukoliv propagandu, která se vztahuje na území druhé smluvní strany. Budou na svém území potlačovat všechnu takovou propagandu od počátku a vzájemně se informovat v souvislosti s vhodnými opatřeními pro tento účel. To se stalo základem pro vzájemné spolupráce mezi zvláštními službami obou zemí, od přelomu let 1939/40 a stalo se základem čtyř společných konferencí Gestapo-NKVD.